# 夸斯雷特
夸斯雷特（法語：Coiserette，法語發音：[kwazʁɛt]）是法国汝拉省的一个市镇，属于圣克洛德区。

## 地理
夸斯雷特（46°20'31"N, 5°50'2"E）面积5.91 平方千米，位于法国勃艮第-弗朗什-孔泰大區汝拉省，该省份为法国东部内陆省份，北起上索恩省，西北接科多尔省，西临索恩-卢瓦尔省，南至安省，东与杜省和瑞士接壤。
与夸斯雷特接壤的市镇（或旧市镇、城区）包括：夸里耶尔、莱布舒、拉里瓦尔、莱穆西耶尔、拉佩斯、圣克洛德、维拉尔圣索沃尔。

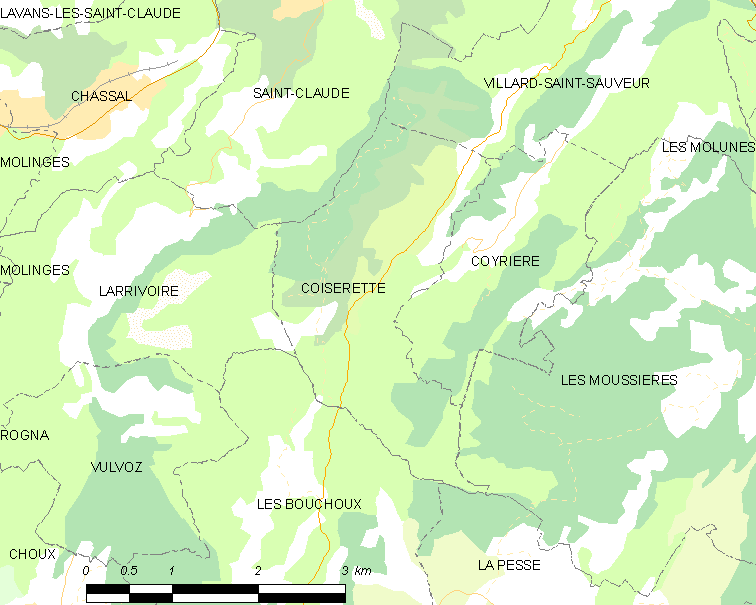
夸斯雷特的OSM定位图

夸斯雷特的时区为UTC+01:00、UTC+02:00（夏令时）。

## 行政
夸斯雷特的邮政编码为39200，INSEE市镇编码为39157。

## 政治
夸斯雷特所属的省级选区为科托迪利宗县。

## 人口

1962-2008年间夸斯雷特人口变化图示

夸斯雷特于2022年1月1日时的人口数量为46人。